# Боско ди Росано (Маса-Карара)
Боско ди Росано је насеље у Италији у округу Маса-Карара, региону Тоскана.
Према процени из 2011. у насељу је живело 35 становника. Насеље се налази на надморској висини од 680 м.